# 江淮

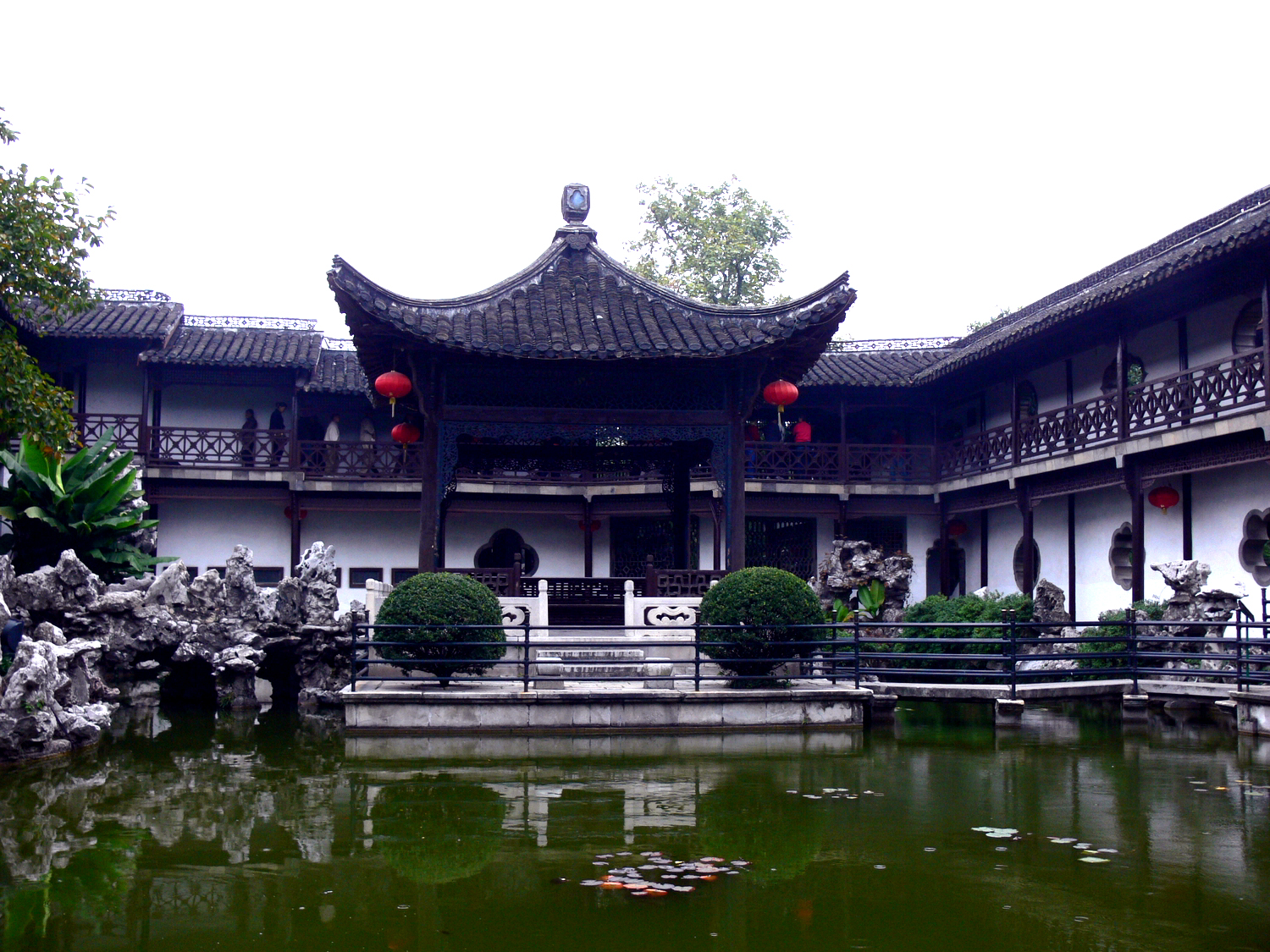
扬州何園

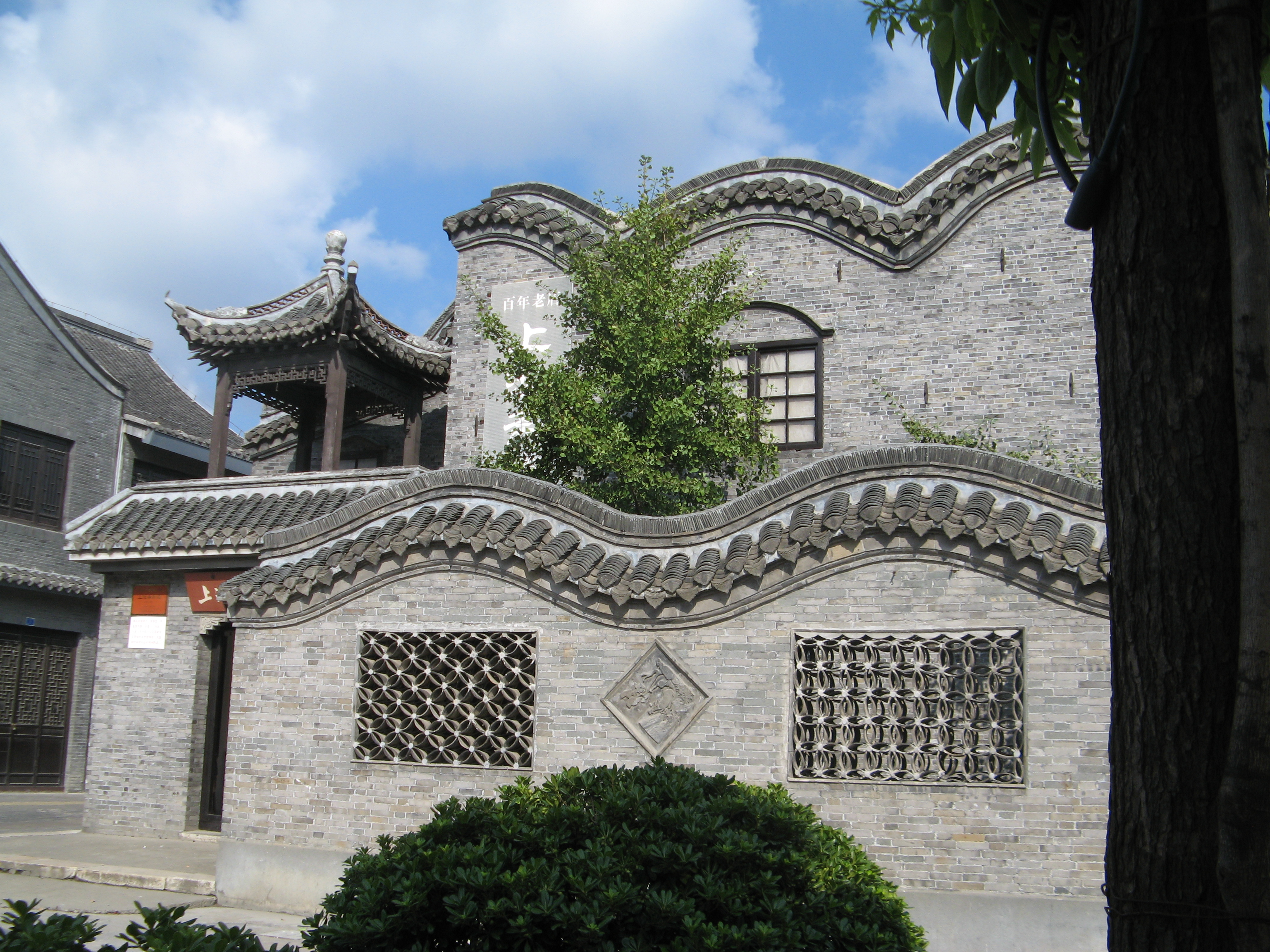
兴化上池斋药店

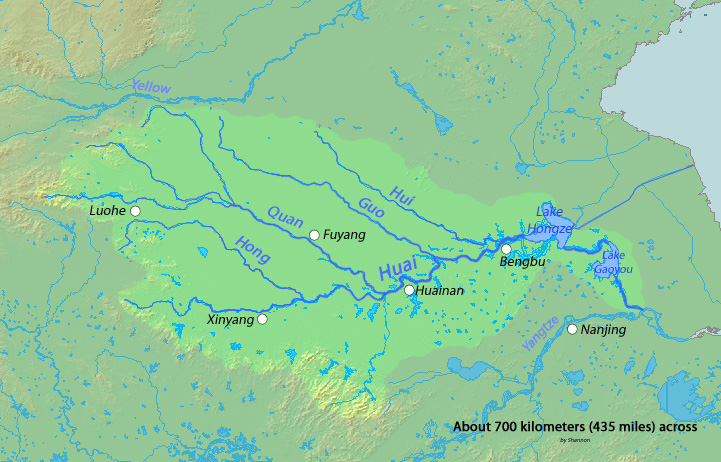
淮河水系

江淮，顾名思义，指江（长江）、淮（淮河）一带，广义上指江南、淮南地区，狭义上指长江、淮河之间的地区，即今江苏、安徽的中部地区。

## 江淮地区
在古代，江淮指江南、淮南地区，漢朝時仍未開發，九江郡“郡多虎暴，屡为民患”，廬江郡（今安徽中部）“不知牛耕，致地力有余而食常不足”。建初八年（83），王景擔任庐江太守之後才推廣牛耕。唐朝时设江南道、淮南道，统称江淮，唐末租賦十有八九仰賴江淮，所謂“天下以江淮為國命”，江淮是当时中国经济文化发达地区的代名词。
宋代，江淮地区设淮南西路、淮南东路。元朝时，两淮属河南江北行省。
- 淮南西路：于北宋建立，位于今安徽中部地区，包括合肥、巢湖、安庆、滁州（除天长市）。本地方言主要为江淮官话、中原官话和赣語。其中蚌埠和淮南属于中原官话，安庆属县（除桐城、枞阳）属于赣語怀岳片，其余皆属江淮官话洪巢片宁庐方言。
- 淮南东路：于北宋建立，位于今江苏中北部地区和安徽省天长市，包括扬州、泰州、南通、淮安、盐城、连云港。本区方言分为江淮官话、胶辽官话和吴语，其中除启东、海门、靖江为吴语，赣榆为胶辽官话外，其余皆属于江淮官话洪巢片和泰如片。扬州、淮安、盐城、连云港为江淮官话洪巢片扬淮小片，泰州、南通、如东、如皋、海安、东台一带属于江淮官话泰如片。

## 淮扬地区
淮扬指淮安、扬州、镇江、盐城、连云港（不含东海县北部和赣榆县）、泰州、天长一带，主要位于淮河以南，以运河为纽带，主体位于苏北里下河水乡，语言、民情、风俗相近，创造了著名的淮扬菜系和淮扬文艺（苏门四学士之二秦观、张耒的诗词，吴承恩的西游记、施耐庵的水浒传、刘鹗的老残游记、扬州八怪的画、梅兰芳的京剧等）